# Alaksiej Januszkiewicz
Alaksiej Januszkiewicz (biał. Аляксей Янушкевіч; ur. 15 stycznia 1986 w Mińsku) – białoruski piłkarz grający na pozycji obrońcy.

## Kariera klubowa
| Sezon | Klub                | Kraj     | Rozgrywki        | Mecze | Bramki |
| ----- | ------------------- | -------- | ---------------- | ----- | ------ |
| 2005  | Dynama Mińsk        | Białoruś | Wyszejszaja liha | 1     | 0      |
| 2006  | Dynama Mińsk        | Białoruś | Wyszejszaja liha | 2     | 0      |
| 2007  | Dynama Mińsk        | Białoruś | Wyszejszaja liha | 12    | 0      |
| 2008  | Tarpeda Żodzino     | Białoruś | Wyszejszaja liha | 26    | 0      |
| 2009  | Szachcior Soligorsk | Białoruś | Wyszejszaja liha | 14    | 0      |
| 2010  | Szachcior Soligorsk | Białoruś | Wyszejszaja liha | 30    | 1      |
| 2011  | Szachcior Soligorsk | Białoruś | Wyszejszaja liha | 31    | 0      |
| 2012  | Szachcior Soligorsk | Białoruś | Wyszejszaja liha | 29    | 1      |